# Mantispa indica
Mantispa indica is een insect uit de familie van de Mantispidae, die tot de orde netvleugeligen (Neuroptera) behoort. 
Mantispa indica is voor het eerst wetenschappelijk beschreven door Westwood in 1852.